# (5902) Talima
(5902) Talima es un asteroide perteneciente al cinturón de asteroides, región del sistema solar que se encuentra entre las órbitas de Marte y Júpiter, más concretamente a la familia de Eos, descubierto el 27 de agosto de 1987 por Liudmila Karachkina desde el Observatorio Astrofísico de Crimea (República de Crimea).

## Designación y nombre
Designado provisionalmente como 1987 QY10. Fue nombrado Talima en homenaje a Tatiana Alimovna Damir, amiga de la descubridora, hija de Alim Matveevich Damir y esposa de Sergej Petrovich Kapitsa.

## Características orbitales
Talima está situado a una distancia media del Sol de 2,993 ua, pudiendo alejarse hasta 3,348 ua y acercarse hasta 2,638 ua. Su excentricidad es 0,118 y la inclinación orbital 11,18 grados. Emplea 1891,53 días en completar una órbita alrededor del Sol.

## Características físicas
La magnitud absoluta de Talima es 12,3. Tiene 13,302 km de diámetro y su albedo se estima en 0,251. 